# Jacques Manière
Pour les articles homonymes, voir Manière.
Jacques Manière (1923-1991) est un chef cuisinier français dans la mouvance de la nouvelle cuisine. Il s'illustra notamment dans le domaine des cuissons avec sa cuisine à la vapeur.  Autodidacte, créatif, exigeant, il a influencé de nombreux chefs qui se formèrent dans ses restaurants: Le Pactole et Dodin-Bouffant. 

## Biographie
Jacques Manière est né en Dordogne le 22 octobre 1923 au Bugue et mort le 22 mars 1991 à Paris d'un cancer. Ses parents tenaient un modeste restaurant.
En 1940, il traverse l'Espagne pour s'engager à l'École des Officiers de Cherchell en Algérie, fait la campagne de Tunisie en 1942, parachuté en Bretagne en 1944 pour rejoindre les Forces françaises libres (FFL) et ensuite l'armée de Lattre de Tassigny, puis le Special Air Service britannique comme parachutiste. Il en sera exclu pour indiscipline. En août 1945, il épouse Mireille Mauroux, ils auront deux fils. 
Il crée une conserverie de légumes, fruits, foie gras et truffes, puis distributeur grossiste pour collectivités. En 1955, il décide de changer de métier pour la cuisine,. À 32 ans il se forme chez divers restaurateurs parisiens, Chez Max Maupuy: Max rue de Castellane, Lapérouse, la Brasserie Les Halles. En 1959, il ouvre à Pantin Le Pactole, petit restaurant de vingt couverts. «Je n'avais pas de menu et j'allais demander aux gens ce qu'ils voulaient manger». En 1966, Francis Amunategui découvre Le Pactole puis H. Gault et C. Millau qui n'avaient pas encore lancé leur guide en font la promotion (Il sera noté 15/20 par la suite pour sa cuisine «d'une richesse et d'une délicatesse exceptionnelles») tout comme Robert J. Courtine du Monde,,.
Il déménage son Pactole en 1968 dans une ancienne boutique réaménagée 44 du boulevard Saint-Germain, Paris 5e. avec cinquante couverts, terrasse comprise. En 1978, Jacques Manière quitte le Bld Saint-Germain et Le Pactole (cédé à son élève Roland Magne) pour s’installer, en 1979, 24 rue Frédéric-Sauton, 5e au Dodin-Bouffant (« gastronome à la fois drôle, romantique et aventureux ») où il obtient la note de 18/20 au Gault-Millau ,,,. Il laissera le Dodin-Bouffant à Dany et Maurice Cartier en 1980 . 
Il prend sa retraite en 1982 en Ardèche, ouvre l'Auberge des Trois Canards, 565, av. de la République, à Granges-lês-Valence, qui ne connaîtra pas le succès de ses restaurants parisiens, c'est là qu'il écrira son Grand Livre de la cuisine à la vapeur, paru en 1985.

## Une forte personnalité

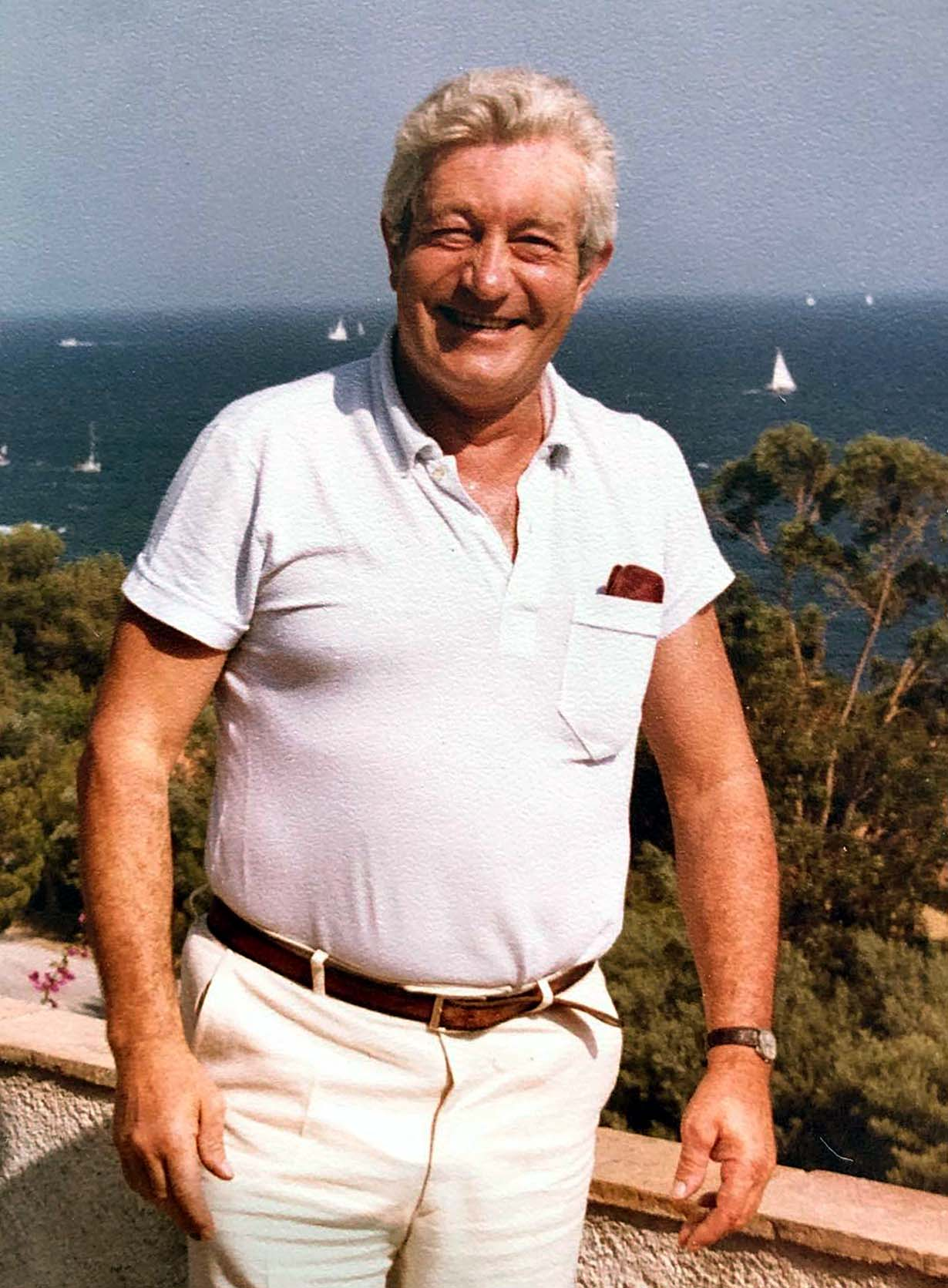
Jacques Manière (photo Alain Jacques Manière)

### Un caractère affirmé
Il peut s'emporter avec les clients (ni salière ni poivrier sur les tables, la cuisine assaisonne comme il faut, pas question de fumer pendant le repas) ou pire sans doute avec les inspecteurs du Guide rouge Michelin où il figurera tardivement ,,,. France-Soir compare en mars 1970 les différences de notes des guides gastronomiques: Le Pactole est bien classé dans deux guides sur trois et absent du Michelin. Il aime les vins de plaisir, goûteux, en recherche les producteurs, et il souhaite qu'ils soient accessibles. Il les vend à marge réduite, ce qui lui vaut l'incompréhension du fisc. 

### Une cuisine fine, créative et sans cesse réinventée
La cuisine de Jacques Manière donne «un sentiment de découverte et de plaisir» écrivait Mimi Sheraton dans le New York Times (1978). Le menu n'a cessé d'évoluer au fil des ans. Une constante, Jacques Manière cuisine les légumes à la perfection. «Les légumes sont les fleurs de la cuisine» écrit-il. Et un de ses clients se souvient (1970) «son entrée - une extraordinaire succession de trois plats de légumes froids: champignons de campagne crus très finement tranchés dans une délicate vinaigrette à la crème et au paprika, chou blanc finement râpé et râpé pomme au jus de citron (une sorte de salade de chou), et une ratatouille froide réverbérante» .

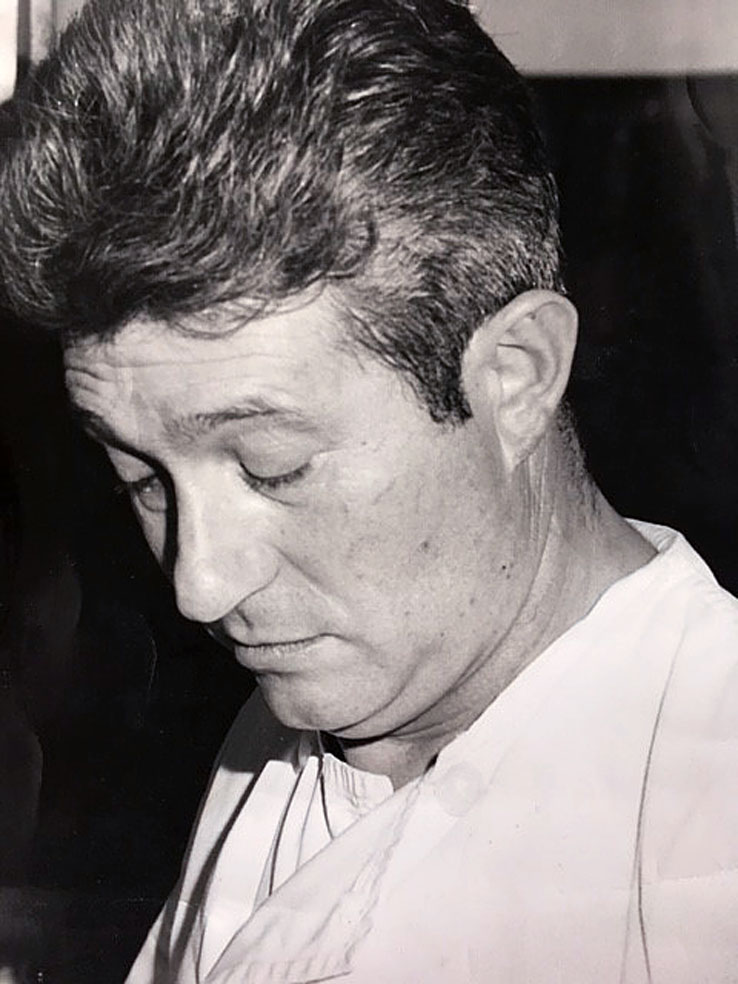
Jacques Manière (photo Alain Jacques Manière)

Parmi tant de plats mémorables («il avait une incroyable capacité à personnaliser les plats les plus simples»)  : le foie de veau clouté de truffes à la vapeur , l'œuf à la coque Céline: œuf coque, caviar chauffé à la vodka flambée , l'omelette Roger Bedaine : une omelette aux cubes de foie gras, de homard et de truffe,, le poulet du père Lathuille dans une croûte de pomme de terre et d'artichaut, le feuilleté aux huîtres: huîtres pochées sur un lit d'épinards, beurre mousseline dans une pâte feuilletée, la terrine de thon aux carottes et au vinaigre de Xérès, le civet de homard, le steak de canard à la mousse de mangues, la tourtière de salsifis; les pieds de mouton sauce poulette, le sorbet à la sauce tomate,.

## Postérité

### De nombreux chefs et célébrités passés par ses restaurants
Jacques Manière a formé de nombreux apprentis et débutants, il recevait régulièrement à titre amical les principaux représentants de la nouvelle cuisine (Jean Delaveyne, Alain Senderens, Guy Girard, etc.). En particulier son ami Michel Guérard qui comme lui et Alain Senderens s'étaient lancés dans un bistrot de banlieue à Asnières devenu, dans une référence à Marcel Rouff, Le Pot au Feu. Michel Guérard avait créé la salade gourmande (en septembre 1968 : haricots verts, asperges, foie gras et truffe) et Jacques Manière la salade folle (haricots verts froids, champignons crus, foie gras, queues d’écrevisses), choucroute de la mer chez l'un pot au feu de la mer chez l'autre, etc. d'où leurs interminables discussions ,,,,.  

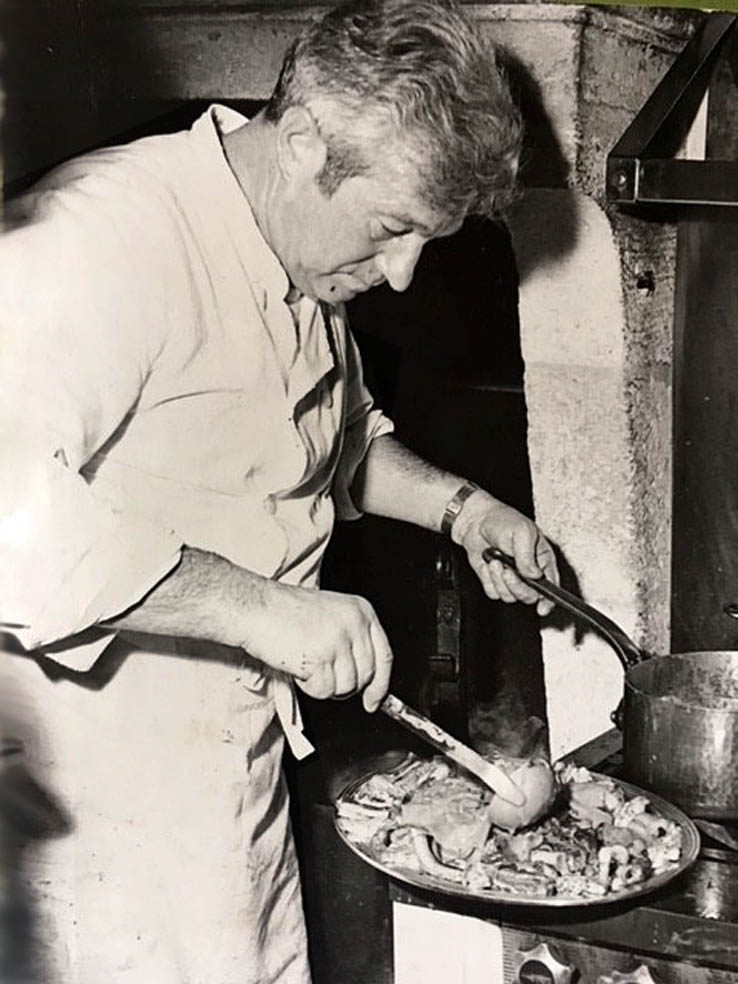
Jacques Manière en cuisine (photo Alain Jacques Manière)

Parmi ses clients habitués du Dodin-Bouffant et en voisin François Mitterrand et Jack Lang, Pierre Perret, la bande de Charlie Hebdo,.
Parmi les chefs et cuisiniers formés par Jacques Manière, l'on peut distinguer Jean-Marc Boyer, Christian Conticini, Patrice Couderc, Stéphane Gaborieau, Geert Van Hecke, Jean-Louis Huclin,  Jean-Paul Jeunet, Daniel Lavergne, Daniel Letz, Jean-François Piège qui lui doit sa vocation, Marc Singer, Philippe Valin qui y a travaillé vingt ans et qui forme à son tour Michel Blot, et tous se souviennent de lui,,,,,,,,,,.

### La cuisine à la vapeur
Fervent lecteur de vieux livres de cuisine, son attention avait été retenue par Marcel Rouff - créateur du personnage de Dodin-Bouffant - qui dans La France gastronomique, guide écrit avec Curnonsky, décrit  « un perdreau à la coque, un plat de perdrix cuit à la vapeur délicieux dans sa simplicité biblique » et qui aimait de la poularde à la vapeur truffée de Lucien Trendret immortalisée par Alexandre Dumaine,,. Jacques Manière découvre la cuisine à la vapeur à la fin des années 60 à travers cette recette cuisinée par la mère de son ami Lucien Vanel encore à Lacapelle-Marival. Il étudie et perfectionne ce mode de cuisson. En 1980, après avoir mis au point un cuit-vapeur ovale à deux étages fabriqué par la Manufacture Tournus, il publie une plaquette de 127 recettes précédées d'un éloge de ce mode de cuisson: cuisine saine, légère, vérité, facile, sans soucis, économe en énergie...  
Il reste à la postérité pour son gros ouvrage illustré Le Grand Livre de la cuisine à la vapeur (1985) de 453 recettes dont 69 sauces et 38 basses calories. Cette monographie de la cuisson à la vapeur dont il était devenu le spécialiste, traite également des conserves et des confitures . Ce livre est illustré par ses photographies.